# Erich Marcks (historiker)
Erich Marcks, född 17 november 1861 i Magdeburg, död 22 november 1938 i Berlin, var en av sin tids främsta tyska historiker. Han var far till generalen Erich Marcks.
Marcks blev professor i historia 1893 i Freiburg im Breisgau, 1894 i Leipzig, 1901 i Heidelberg, 1907 i Hamburg, 1913 i München och 1922 i Berlin samt utnämndes sistnämnda år till preussiska statens historiograf.
Marcks tidigaste stora arbete är den (ej fullbordade) biografin Gaspard von Coligny, sein Leben und das Frankreich seiner Zeit (1892): till samma tidevarv hör den för samlingen "Monographien aus der Weltgeschichte" skrivna studien Königin Elizabeth von England und ihre Zeit (1897). 
Marcks senare forskning ägnades den nyaste tidens historia; de främsta hithörande arbetena är biografin Kaiser Wilhelm I (utvidgat särtryck ur "Allgemeine Deutsche Biographie", 1897; sjunde upplagan 1910), Fürst Bismarcks Gedanken und Erinnerungen, kritische Würdigung (1899) samt en stort anlagd levnadsteckning över Otto von Bismarck (I, 1909; II, 1915; 23:e upplagan 1924), vilken vilar på ett omfattande material från Bismarckska familjearkivet. 
År 1911 utkom Männer und Zeiten, ett urval av Marcks föredrag och essäer (sjätte "omgestaltade" upplagan i två band 1922). Bland hans skrifter kan ytterligare nämnas Luther und Deutschland (1917), Ostdeutschland in der deutschen Geschichte (1920) och England und Frankreich während der letzten Jahrhunderte (1923).